# Salvatore Veca
Salvatore Veca (Roma, 31 ottobre 1943 – Milano, 7 ottobre 2021) è stato un filosofo italiano.

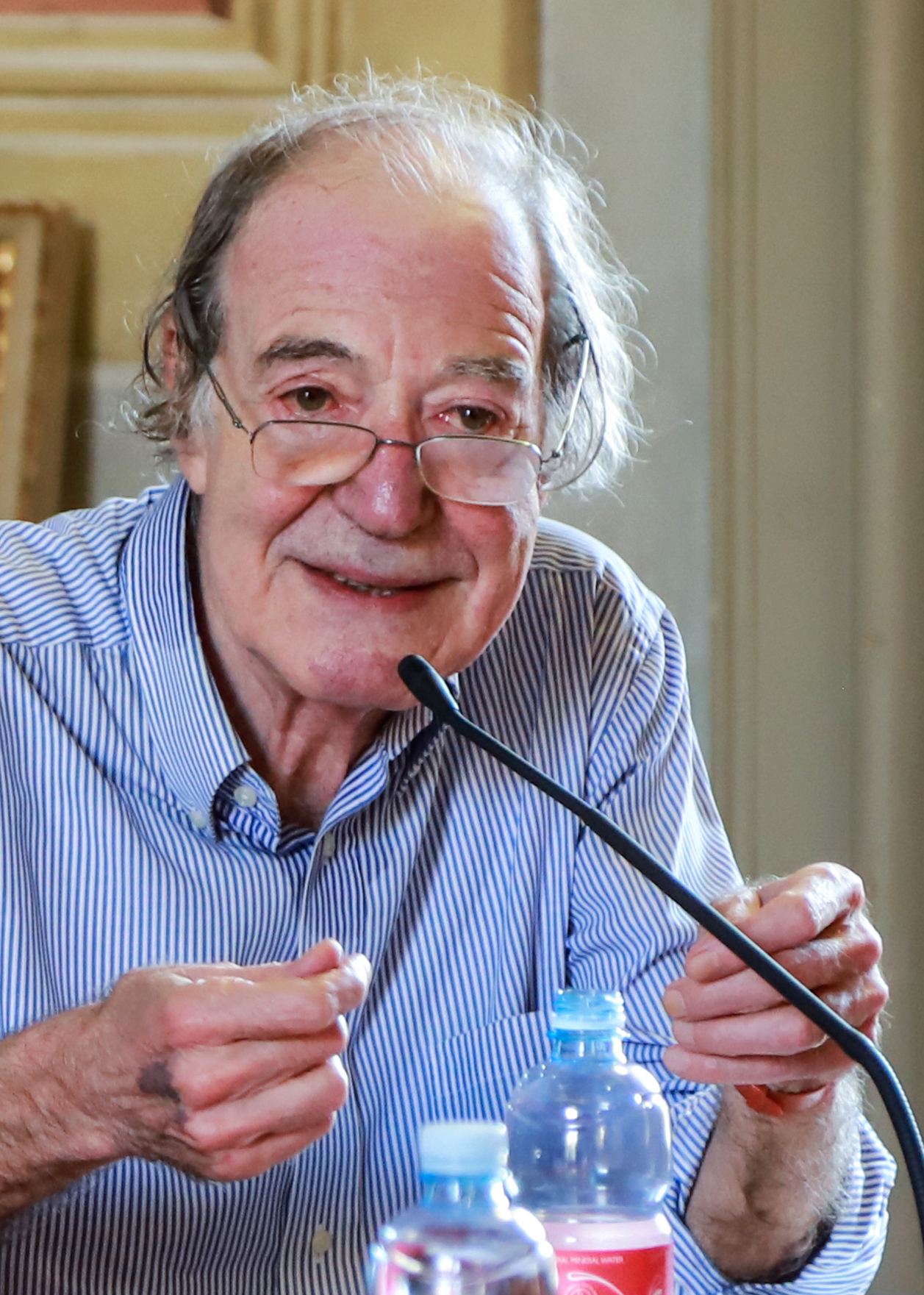
Salvatore Veca all'Università di Pavia nel 2018

Ha introdotto in Italia l'approccio alla filosofia politica di John Rawls, punto di riferimento filosofico della sinistra non marxista a partire dagli anni '70 e '80 del XX secolo. La sua formazione filosofica di tipo analitico, che includeva metodi e questioni della filosofia del linguaggio e della logica, gli ha permesso di spaziare anche negli ambiti dell'epistemologia e della metafisica, indagandone le connessioni con l'ambito della filosofia morale e politica.
Nel dibattito filosofico italiano ha dato contributi a temi quali il realismo, il problema della completezza nelle teorie epistemiche e politiche, la giustizia globale e la sostenibilità, accogliendo suggestioni del mondo anglo-sassone, rielaborate con uno stile originale.

## Biografia

### Carriera accademica
Salvatore Veca ha studiato Filosofia all'Università di Milano, dove si è laureato nel 1966 con una tesi in Filosofia teoretica, condotta sotto la guida di Enzo Paci e Ludovico Geymonat. Dal 1966 al 1973, è stato assistente volontario, borsista CNR e assistente incaricato presso la cattedra di Filosofia teoretica dell'Università di Milano.
Dal 1974 al 1975 è stato professore incaricato di Filosofia politica presso la Facoltà di Lettere e filosofia dell'Università della Calabria.
Dal 1975 al 1978 è stato professore incaricato di Storia delle istituzioni e delle strutture sociali presso la Facoltà di Lettere e filosofia dell'Università di Bologna.
Dal 1978 al 1986 è stato professore incaricato, professore incaricato stabilizzato e professore associato di Filosofia politica presso la Facoltà di Scienze Politiche dell'Università di Milano.
Dal 1986 al 1989 è stato professore straordinario di Filosofia politica presso la Facoltà di Lettere e filosofia dell'Università di Firenze.
Dal 1990 al 2006 è stato professore ordinario di Filosofia politica presso la Facoltà di Scienze politiche dell'Università di Pavia.  Dal 2006 al 2013 è stato professore ordinario di Filosofia politica presso l'Istituto Universitario di Studi Superiori di Pavia.
Conclusa la sua esperienza accademica nel 2013, Veca insegnò Filosofia politica nelle Classi di Scienze umane e Scienze sociali dell'Istituto Universitario di Studi Superiori di Pavia. Nella sua lunga carriera Veca ha tenuto seminari e cicli di lezioni all'Università di Cambridge (Christ's College), all'Università di San Paolo, all'Università di Campinas, all'Università di Bogotà, all'Università di Evora, alla Sorbonne, all'Università di Grenoble, all'Istituto Universitario Europeo.
Dal 1999 al 2005 è stato preside della Facoltà di Scienze politiche dell'Università di Pavia.
Dal 2001 al 2005 è stato prorettore per la didattica dell'Università di Pavia.
Dal 2005 al 2012 è stato vicedirettore e dal 2012 al 2013 prorettore vicario dell'Istituto Universitario di Studi Superiori di Pavia.

### Carriera editoriale
Salvatore Veca ha svolto un'intensa attività di consulenza e direzione editoriale.   
Fece parte del comitato scientifico o di direzione di riviste quali "Rassegna italiana di sociologia", "Teoria politica", "Biblioteca della libertà", "Transizione", "Etica degli affari", "Iride", "European Journal of Philosophy", "Filosofia e questioni pubbliche", "Reset", "Quaderni di Scienza politica", "Il Politico", "Rivista di filosofia", “Italianieuropei”. Fu direttore de “Il giornale di Socrate al caffè. Bimestrale di cultura e conversazione civile”.
È stato condirettore di Aut Aut con Enzo Paci e P.A. Rovatti dal 1971 al 1973. Ha diretto dal 1974 al 1981 la collana universitaria Readings della Casa editrice Feltrinelli. Dal 1977 al 1992 è stato consulente della saggistica de il Saggiatore, di cui ha diretto, con Marco Mondadori, la collana Theoria.
Nel 1974 Veca ha assunto la direzione scientifica della Fondazione Giangiacomo Feltrinelli di Milano. Dal 1984 al 2001 ne è stato presidente, promuovendo lo sviluppo del suo Centro di Scienza politica. Nel 2013 è stato designato Presidente onorario della Fondazione Feltrinelli.
Dal 1981 al 2001 ha coordinato le attività del Seminario annuale di Filosofia politica, promosso dalla Feltrinelli in collaborazione con il Centro Studi Politici "Paolo Farneti" di Torino e la Scuola Normale Superiore di Pisa. Nel 2000 avvia il progetto della “Biblioteca europea” della Fondazione Feltrinelli, di cui è stato direttore.
Nel 2015 è stato curatore del volume degli Annali della Fondazione Giangiacomo Feltrinelli, Laboratorio Expo. The Many Faces of Sustanaibility, che raccoglie gli esiti più significativi della ricerca di Laboratorio Expo.

### Ruoli ed incarichi
Fece parte del Comitato direttivo di "Politeia", Centro per la ricerca e la formazione in politica ed etica di Milano, di cui è stato uno dei fondatori. Ha fatto parte del Comitato scientifico della Fondazione Rosselli di Torino.
Dal 1984 al 1990 è stato coordinatore del Comitato Scientifico della ARIF (Associazione per la ricerca e l'insegnamento della filosofia).
Dal 1988 al 1992 e dal 2001 al 2005 ha fatto parte del Consiglio direttivo nazionale della Società Filosofica italiana. È stato componente del Consiglio nazionale presso il Ministero dei Beni culturali e ambientali.
Dal 1998 al 2005 è stato membro del Comitato direttivo della Scuola Superiore IUSS di Pavia.
Dal 2000 al 2012 è stato rettore del Collegio Universitario Giasone del Maino di Pavia.
Dal 2003 al 2005 ha fatto parte del Consiglio d'amministrazione dell'Istituto italiano di scienze umane di Firenze.
Dal 2005 al 2008 è stato componente del Comitato generale Premi della Fondazione Balzan di Milano, della quale è poi diventato Presidente dal 2009 al 2017.
Dal 2006 è stato presidente della Fondazione Campus di Lucca.
Dal 2007 al 2013 è stato direttore delle Scuole di formazione politica dell'Associazione “Libertà e giustizia”.
Dal 2008 al 2011 è stato presidente della Fondazione milanese Paolo Grassi - La voce della cultura.
Dal 2009 è stato membro del Comitato dei Garanti della Scuola Galileiana di Studi Superiori di Padova.
Dal 2010 è stato membro del Comitato Scientifico della Fondazione Gualtiero Marchesi.
Dal 2010 è stato socio corrispondente residente della Classe di Scienze morali dell'Istituto lombardo di scienze e lettere.
Dal 2011 è stato Accademico corrispondente non residente della Classe di Scienze Morali dell'Accademia delle Scienze dell'Istituto di Bologna.
Dal 2014 è stato socio corrispondente non residente dell'Accademia delle Scienze di Torino.
Dal 2015 è stato membro effettivo dell'Istituto Lombardo di Lettere e Scienze.
Dal 2014 è stato presidente della Casa della Cultura di Milano.
Nel 2015 divenne curatore scientifico della  Carta di Milano. URL consultato il 18 giugno 2020 (archiviato dall'url originale il 5 settembre 2015). per Expo 2015.

## Pensiero
Nel pensiero di Veca sono individuabili tre fasi distinte. La prima fase della sua ricerca scientifica è stata dedicata a questioni di teoria della conoscenza o di epistemologia. Nel 1969 Veca ha pubblicato il volume Fondazione e modalità in Kant e numerosi articoli su problemi di filosofia della logica, della matematica e della fisica nel pensiero di Alfred North Whitehead, Gottlob Frege, Ernst Cassirer e Willard Van Orman Quine.
Dal 1970 al 1977, il centro di interesse scientifico di Veca si sposta sulle teorie di Karl Marx in rapporto alle scienze economiche, sociali e politiche, delineando una seconda fase di ricerca i cui esiti sono formulati nei volumi Marx e la critica dell'economia politica e Saggio sul programma scientifico di Marx.
Dal 1978 in avanti, Veca si impegna in un programma di ricerca nell'ambito della filosofia politica, influenzato dalla prospettiva della teoria normativa della politica. Ha introdotto in Italia l'approccio alla filosofia politica di John Rawls, punto di riferimento filosofico della sinistra non marxista a partire dagli anni '70 e '80 del XX secolo. La sua formazione filosofica di tipo analitico, che includeva metodi e questioni della filosofia del linguaggio e della logica, gli ha permesso di spaziare anche negli ambiti dell'epistemologia e della metafisica, indagandone le connessioni con l'ambito della filosofia morale e politica.
Nel dibattito filosofico italiano ha dato contributi a temi quali il realismo, il problema della completezza nelle teorie epistemiche e politiche, la giustizia globale e la sostenibilità, accogliendo suggestioni del mondo anglo-sassone, rielaborate con uno stile originale.

## Premi
Nel 1998 ha ricevuto il Premio Castiglioncello - sezione di filosofia - per il libro Dell'incertezza e gli è stata conferita, con decreto del presidente della Repubblica, la medaglia d'oro e il diploma di prima classe, riservati ai benemeriti della scienza e della cultura.
Nel 2000 ha ricevuto il premio dell'Accademia di Carrara per il libro La filosofia politica.
Nel 2006 ha ricevuto il premio per la filosofia “Viaggio a Siracusa” per il libro La priorità del male e l'offerta filosofica.
Nel 2009 ha ricevuto il premio “Ponte per la cultura” della fondazione europea Guido Venosta per il libro Etica e verità.
Nel 2012 gli è stata conferita la medaglia d'oro di benemerenza civica dal comune di Milano.

## Opere
- Fondazione e modalità in Kant. Milano, Il Saggiatore, 1969;
- Marx e le critiche dell'economia. Milano, Il Saggiatore, 1973;
- Saggio sul programma scientifico di Marx. Milano, Il Saggiatore, 1977 [1979] [2005] [2008] [2016];
- Le mosse della ragione. Milano, Il Saggiatore, 1980;
- La società giusta. Argomenti per il contrattualismo. Milano, Il Saggiatore, 1982 [1988] [2010];
- Crisi della democrazia e neocontrattualismo (con Norberto Bobbio e Giuliano Pontara). Roma, Riuniti, 1984;
- Questioni di giustizia. Parma, Pratiche, 1985;
- Cooperare e competere. Milano, Feltrinelli, 1986;
- Una filosofia pubblica. Milano, Feltrinelli, 1986 [1987];
- L'Altruismo e la morale (con Francesco Alberoni). Milano, Garzanti, 1988 [1989];
- Etica e politica. Milano, Garzanti, 1989;
- Progetto Ottantanove (con Alberto Martinelli e Michele Salvati). Milano, Il Saggiatore, 1989 [2009];
- Cittadinanza. Riflessioni filosofiche sull'idea di emancipazione. Milano, Feltrinelli, 1990 [1991] [2008] [2013] ISBN 978-88-07-88251-7;
- Questioni di vita e conversazioni filosofiche. Milano, BUR, Biblioteca Universale Rizzoli, 1991 [2005];
- Questioni di giustizia. Corso di filosofia politica. Torino, Einaudi, 1991;
- Europa Universitas. Tre saggi sull'impresa scientifica europea, (con Giulio Giorello e Tullio Regge). Milano, Feltrinelli, 1993 ISBN 978-88-07-09038-7;
- Filosofia, politica, società. Annali di etica pubblica, (con Sebastiano Maffettone). Roma, Donzelli, 1995;
- L'Idea di giustizia da Platone a Rawls, (con Sebastiano Maffettone). Roma-Bari, Laterza, 1997 [2008];
- Dell'incertezza. Tre meditazioni filosofiche. Milano, Feltrinelli, 1997 [2006]  ISBN 978-88-07-81906-3;
- La politica e l'amicizia (con Enrico Berti). Milano, Edizioni lavoro, 1998;
- Della lealtà civile. Saggi e messaggi nella bottiglia. Milano, Feltrinelli, 1998 ISBN 978-88-07-47017-2;
- La penultima parola e altri enigmi. Roma-Bari, Laterza, 2001;
- La filosofia politica. Roma-Bari, Laterza, 2002 [2007] [2010];
- La bellezza e gli oppressi. Dieci lezioni sull'idea di giustizia. Milano, Feltrinelli, 2002 [2010] ISBN 978-88-07-72194-6;
- Il giardino delle idee. Quattro passi nel mondo della filosofia. Milano, Frassinelli, collana "I libri di Arnoldo Mosca Mondadori", 2004;
- La priorità del male e l'offerta filosofica. Milano, Feltrinelli, 2005 ISBN 978-88-07-10388-9;
- Le cose della vita. Congetture, conversazioni e lezioni personali. Milano, BUR, Biblioteca Universale Rizzoli, 2006;
- Dizionario minimo. Le parole della filosofia per una convivenza democratica. Milano, Frassinelli, 2009;
- Quattro lezioni sull'idea di incompletezza. Milano, La Scuola di Pitagora, 2009;
- Etica e verità. Saggi brevi. Milano, Giampiero Casagrande editore, collana "Attualità e studi", 2009 [2010];
- L'idea di incompletezza. Quattro lezioni. Milano, Feltrinelli, 2011 [2018] ISBN 978-88-07-10469-5;
- Sarabanda. Oratorio in tre tempi per voce sola. Milano, Feltrinelli, 2011 ISBN 978-88-07-42130-3;
- Kant. Milano, Book Time, 2012 ISBN 978-88-6218-201-0;
- Tolleranza. Le virtù civili. Milano, ASMEPA, 2012 ISBN 978-88-97-62062-4;
- L'immaginazione filosofica e altri saggi. Milano, Feltrinelli, 2012 ISBN 978-88-07-10486-2;
- Un'idea di laicità. Bologna, il Mulino, 2013 ISBN 978-88-15-24718-6;
- Ragione, giustizia, filosofia, scritti scelti di Salvatore Veca, a cura di Antonella Besussi e Anna E. Galeotti. Milano, Feltrinelli, 2013, ISBN 9788807105029.
- Omnia Mutantur. La scoperta filosofica del pluralismo culturale (con Richard J. Bernstein e Mario Ricciardi). Milano, Marsilio, 2014.
- Non c'è alternativa. Falso! Roma-Bari, Laterza, 2014.
- La gran città del genere umano. Dieci conversazioni filosofiche. Milano, Mursia, 2014.
- La barca di Neurath. Sette saggi brevi. Pisa, Scuola Normale Superiore, 2015.
- Laboratorio Expo. The Many Faces of Sustanaibility. Milano, Fondazione Giangiacomo Feltrinelli, 2015.
- Il giardino di Camilla. Milano, Mursia, 2015.
- Responsabilità-Uguaglianza-Sostenibilità. Tre parole-chiave per interpretare il futuro (con Elena Pulcini e Enrico Giovannini). Bologna, Edizioni Dehoniane, 2017.
- Il senso della possibilità. Sei lezioni. Milano, Feltrinelli, 2018.
- Le virtù cardinali. Prudenza, temperanza, fortezza, giustizia(con Giulio Giorello e Remo Bodei). Roma, Laterza, 2018.
- A proposito di Karl Marx. Milano, Fondazione Giangiacomo Feltrinelli, 2018.
- Quasi un diario. Socrate al caffè 2008-2018. Milano, Casagrande, 2019.
- Qualcosa di sinistra. Idee per una politica progressista. Milano, Feltrinelli, 2019.
- Libertà. Roma, Treccani, 2019.
- Prove di autoritratto. Udine, Mimesis, 2020
- Il mosaico della libertà: perché la democrazia vale. Milano, Bocconi editore, 2021.

## Introduzioni ad opere di altri autori
Salvatore Veca ha curato, introdotto o suggerito l'edizione in lingua italiana delle opere dei seguenti autori:
- Massimo Fini, filosofo italiano
- John Rawls, filosofo statunitense
- Robert Nozick, filosofo statunitense
- Robert Alan Dahl, politologo statunitense
- David Easton, politologo canadese
- Thomas Nagel, filosofo statunitense
- Bernard Williams, filosofo britannico
- Derek Parfit, filosofo britannico
- Hilary Putnam, filosofo statunitense
- Michael Walzer, filosofo statunitense
- Isaiah Berlin, filosofo britannico
- Amartya Sen, economista indiano
- Nelson Goodman, filosofo statunitense
- Kenneth Arrow, economista statunitense
- Tom Regan, filosofo statunitense
- Jon Elster, sociologo norvegese
- John Passmore, filosofo australiano
- Giuliano Pontara, filosofo italiano
- John Dunn, politologo britannico
- Charles Larmore, filosofo statunitense
- Alasdair MacIntyre, filosofo scozzese
- John Harsanyi, economista ungherese
- Carl Gustav Hempel, matematico tedesco
- Bruno De Finetti, matematico italiano
- James Meade, economista britannico
- Ronald Dworkin, filosofo statunitense
- Robert Axelrod, politologo statunitense
- Barrington Moore, sociologo statunitense
- Stuart Hampshire, filosofo britannico
- Philip Pettit, filosofo statunitense
- Jonathan Spence, scrittore britannico